# Luzula rufescens
Luzula rufescens là một loài thực vật có hoa trong họ Juncaceae. Loài này được Fisch. ex E.Mey. mô tả khoa học đầu tiên năm 1849.